# Station Kaliska Kraińskie
Station Kaliska Kraińskie is een spoorwegstation in de Poolse plaats Kaliska Kraińskie.